# Bayonetta 2
Bayonetta 2 er et actionspil udviklet af PlatinumGames og udgivet af Nintendo til Wii U og Nintendo Switch. Spillet er efterfølgeren til Bayonetta fra 2009, produceret af Atsushi Inaba og Hitoshi Yamagami fra Nintendo med Yusuke Hashimoto som regissør, under tilsyn af serieskaberen Hideki Kamiya.
Bayonetta 2 blev annonceret 13. september 2012, som en eksklusiv titel for Wii U, til forskel fra det forrige spil blev givet kom ud både til Xbox 360 og PlayStation 3. Spillet bruger de samme stemmeskuespillere der gav stemmer til karaktererne i Bayonetta.
Bayonetta 2 blev udgivet til Wii U i september 2014 i Japan og i oktober i resten af verden. En specialudgave af spillet inkluderede det originale spil Bayonetta som en ekstra disk i pakken. Bayonetta 2 blev udgivet til Nintendo Switch februar 2018. Bayonetta 2 fik positiv modtagelse, hovedsageligt for kampsystemet og de generelle forbedringer fra det forrige spil.

## Ekstern henvisning
- Officiel hjemmeside